# Los Ángeles, Aldama
Los Ángeles är en ort i Mexiko.   Den ligger i kommunen Aldama och delstaten Tamaulipas, i den centrala delen av landet, 400 km norr om huvudstaden Mexico City. Los Ángeles ligger 155 meter över havet och antalet invånare är 110.
Terrängen runt Los Ángeles är lite kuperad. Runt Los Ángeles är det mycket glesbefolkat, med 7 invånare per kvadratkilometer. Närmaste större samhälle är Aldama, 10,3 km öster om Los Ángeles. Trakten runt Los Ángeles består till största delen av jordbruksmark.